# Râul Comarnicele
Râul Comarnicele este un curs de apă, afluent al râului Cheia. 